# 段正厳
段 正厳（だん せいげん）は、大理国の16代国王（後大理国としては2代）。
1111年、雲南で地震があり、十六寺が損壊した。雲南の三十七部が叛いたため、相国の高泰明に命じて平定させた。高泰明の四子の高明清を鄯闡鎮守に任じた。高泰明が亡くなると、国師に追封した。高泰明の子の高智昌が流罪の末に没すると、その部下の伊氏と何氏が報復のために弑逆を図った。事は露見して失敗したが、段正厳はふたりの義を褒めてこれを許し、義士塚を建てさせた。高泰明の子の高泰運が国政をつかさどった。1117年、北宋に遣使して金紫光禄大夫となり、検校司空・雲南節度使・上柱国に任ぜられ、大理国王に封ぜられた。1119年、慕甯・遠・矣・空・破・馬らが叛いた。兵を出して討伐に当たらせたが、敗北した。三十七部が再び叛き、鄯闡が陥落して高明清が死んだ。群臣たちは高昇泰の甥の高量成を宰相として事態を収拾するよう要請し、段正厳はこれを受け入れて高量成を中国公に封じた。1147年、子の段正興に譲位して出家した。